# Муринский парк
Му́ринский парк — парк, расположенный в пойме Муринского ручья в Калининском районе Санкт-Петербурга. Ограничен проспектом Луначарского, улицей Руставели, Северным проспектом и проспектом Культуры; к парку также относится зелёный участок между Северным проспектом и улицей Академика Байкова.

## История парка
Решение о создании в пойме ручья зоны отдыха было принято ещё в 1980-х годах, однако долгое время оставалось лишь на бумаге. Активные работы по рекультивации земли и русла начались в начале 2000-х годов. Первая очередь была создана в верховьях, в районе к западу от Светлановского проспекта.
Распоряжением КУГИ было создано ОАО «Муринский парк», за которым закреплена обязанность содержать объект городской инфраструктуры — объект внешнего благоустройства «Муринский парк», расположенного в границах: проспект Культуры — проспект Луначарского — Гражданский проспект — Северный проспект — улица Академика Байкова — Тихорецкий проспект. Работы в парке выполняются в соответствии с государственным контрактом, заключаемым предприятием ежегодно с Комитетом по благоустройству и дорожному хозяйству Санкт-Петербурга (более 90 %) и другими договорами.
Территория Муринского парка 1-й и 2-й очередей строительства составляет общую площадь — 115,33 га, примерно 1/6 часть общей площади зелёных насаждений Калининского района.
В конце 2006 года у западной границы Муринского парка появился торгово-развлекательный комплекс «Родео Драйв» с одноимённым аквапарком.
1 августа 2009 года в Муринском парке появилась первая в Петербурге велодорожка.
В 2010 году около пересечения Гражданского и Северного проспектов в парке был построен спорткомплекс Nova Arena с футбольным полем.
Зимой 2012—2013 годов на территории 1-й и 2-й очередей парка было установлено светодиодное освещение.
В июне 2018 года к парку присоединена территория поймы ручья восточнее Гражданского проспекта после её благоустройства. Там сооружена лыжероллерная трасса. За счёт присоединения нового участка площадь парка расширилась примерно до 150 га. 
На вышеназванной территории со времён блокады сохранились противотанковые надолбы, которые станут частью создаваемого открытого музея и рекреационного пространства в военном стиле.

## Скульптура в Муринском парке

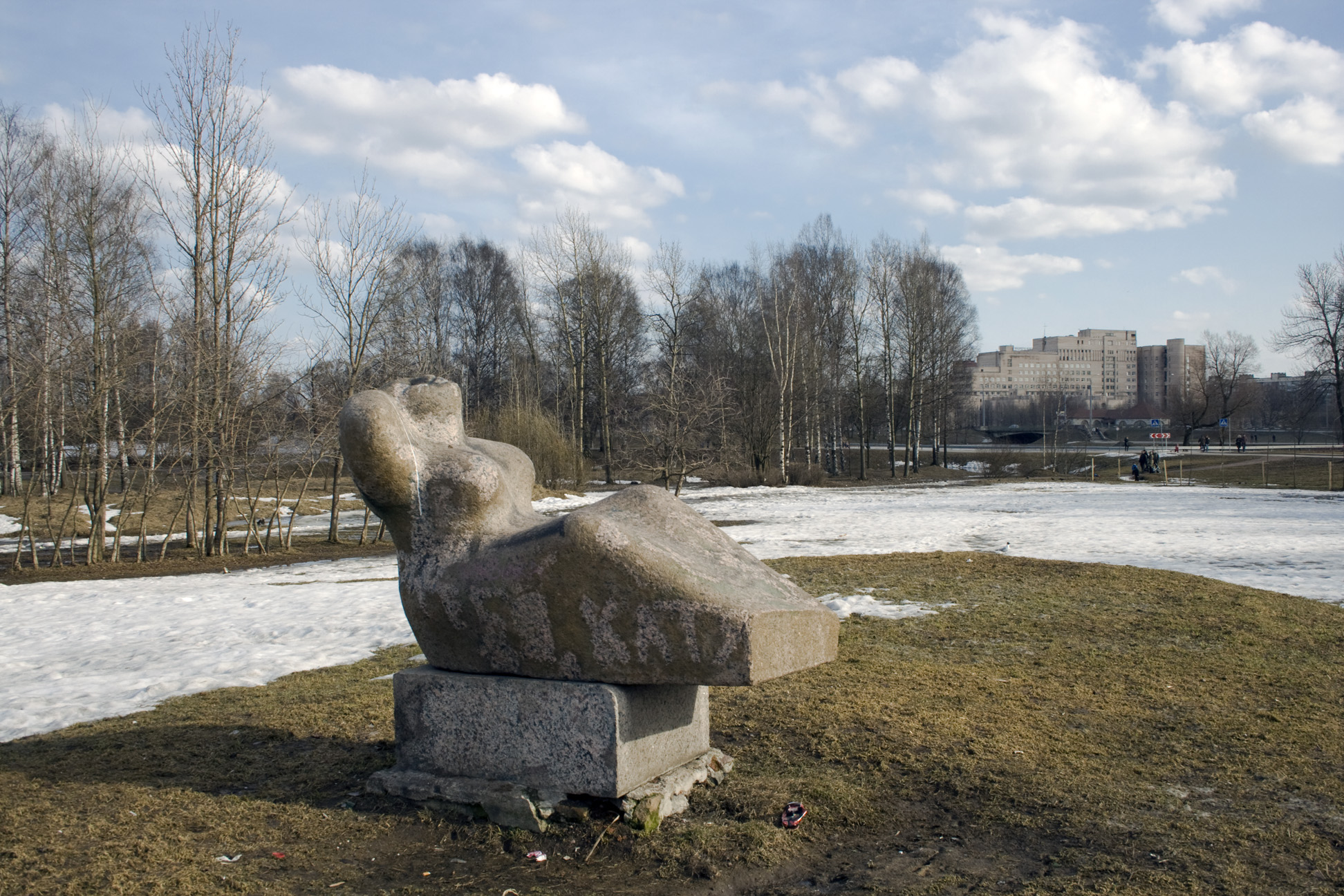
Муринский Парк, скульптура «Земля». Скульптор А. Н. Черницкий. Установлена в 1987 или в 1988 г. Материал: гранит. Высота 115 см

На территории парка находится сад скульптур — одно из самых самобытных мест Калининского района. Сад был создан в 1985 году скульптором Александром Черницким, поэтому место иногда называют его именем.
В 1980-е годы здесь стояли шесть статуй. С тех пор уцелело лишь четыре работы мастера — «Восходящее солнце», «Девушка», «Земля» и «Людоед». Все они высотой не более полутора метров и выполнены из гранита.
В 2001 году сад Черницкого пополнился ещё медведем, зайцем, совой, крокодилом, бегемотом и обезьяной. Они отличаются от аборигенов — новые скульптуры сделаны из дерева и напоминают славянских идолов. Авторами этих работ стали студенты Санкт-Петербургского художественного училища имени Рериха.

## Галерея
| - Вид на север - Вид на восток - Вид на юг - Вид на запад |